# Єзендорф
Єзендорф (нім. Jesendorf) — громада в Німеччині, розташована в землі Мекленбург-Передня Померанія. Входить до складу району Північно-Західний Мекленбург. Складова частина об'єднання громад Нойклостер-Варін.
Площа — 21,20 км2. Населення становить 503 ос. (станом на 31 грудня 2020).

## Галерея

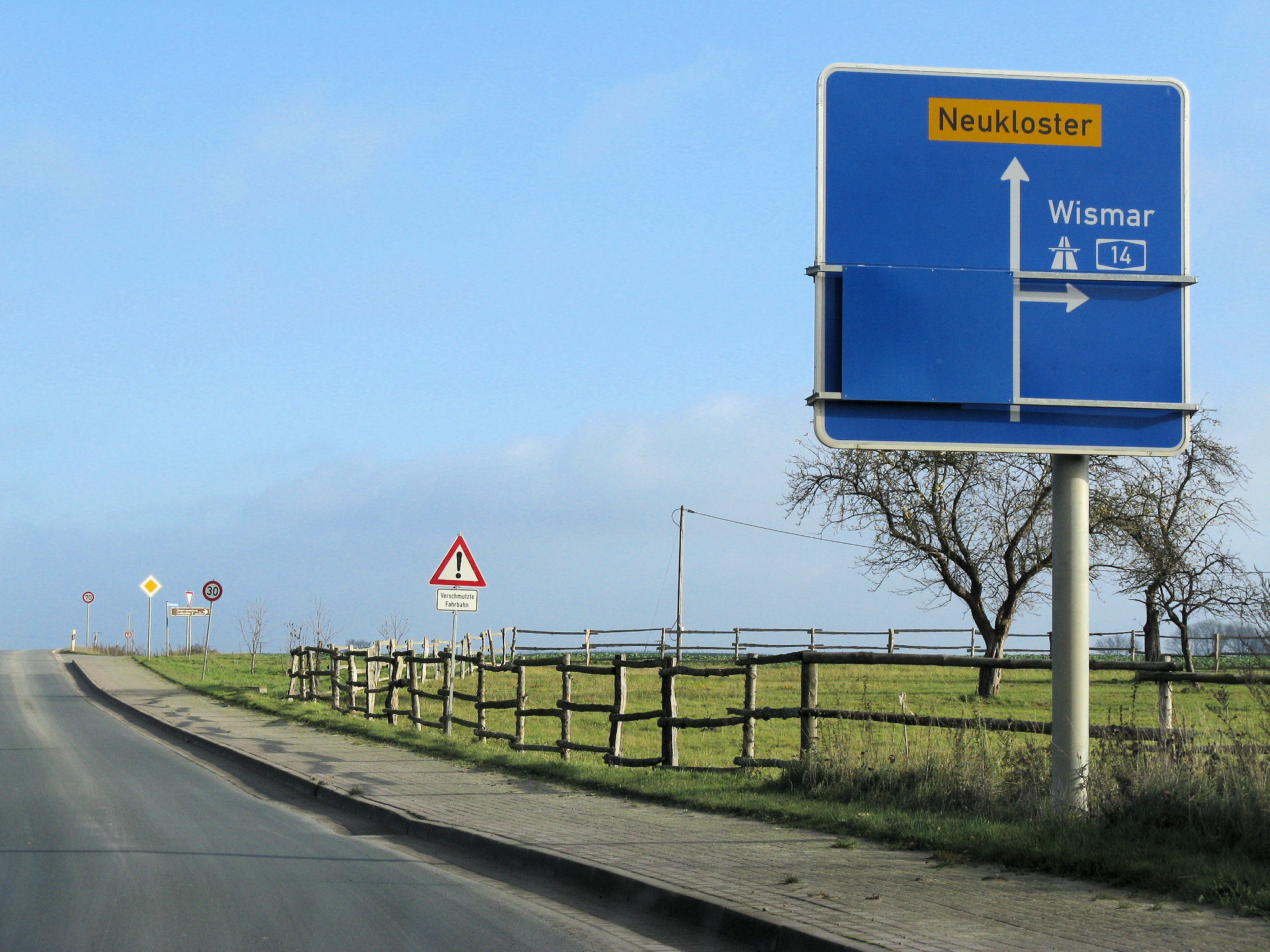